# Чарне-Пйонтково
Чарне-Пйонтково (пол. Czarne Piątkowo, нім. Pontkau) — село в Польщі, у гміні Сьрода-Велькопольська Сьредського повіту Великопольського воєводства.
Населення — 223 особи (2011).
У 1975-1998 роках село належало до Познанського воєводства.

## Демографія
Демографічна структура станом на 31 березня 2011 року:
|          | Загалом | Допрацездатний вік | Працездатний вік | Постпрацездатний вік |
| -------- | ------- | ------------------ | ---------------- | -------------------- |
| Чоловіки | 117     | 28                 | 82               | 7                    |
| Жінки    | 106     | 26                 | 61               | 19                   |
| Разом    | 223     | 54                 | 143              | 26                   |